# Dzierżoniowski
Dzierżoniowski là một huyện thuộc tỉnh Dolnośląskie của Ba Lan. Huyện có diện tích 479 km². Đến ngày 1 tháng 1 năm 2011, dân số của huyện là 103213 người và mật độ 216 người/km².